# Arcidiocesi di Galveston-Houston

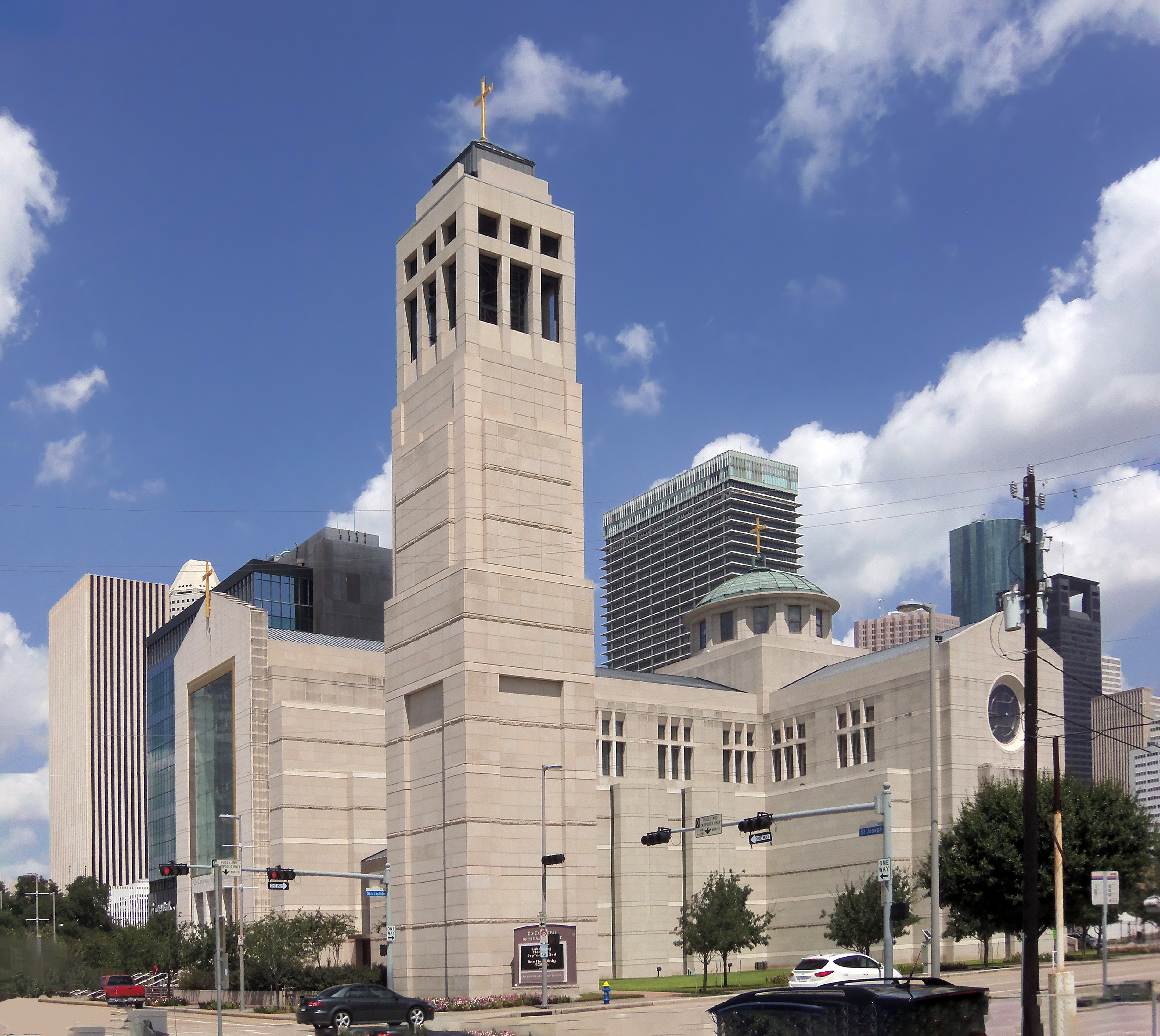
La concattedrale del Sacro Cuore, a Houston.

L'arcidiocesi di Galveston-Houston (in latino Archidioecesis Galvestoniensis-Houstoniensis) è una sede metropolitana della Chiesa cattolica negli Stati Uniti d'America. Nel 2023 contava 1.825.800 battezzati su 6.742.700 abitanti. È retta dall'arcivescovo Joe Steve Vásquez.

## Territorio
L'arcidiocesi comprende 10 contee del Texas, negli Stati Uniti d'America: Austin, Brazoria, Fort Bend, Galveston, Grimes, Harris, Montgomery, San Jacinto, Walker e Waller.
Sede arcivescovile è la città di Galveston, dove si trova la basilica cattedrale di Santa Maria (St. Mary Cathedral Basilica). A Houston si trovano la concattedrale del Sacro Cuore (Sacred Heart) e la curia arcivescovile.
Il territorio si estende su 23.257 km² ed è suddiviso in 146 parrocchie.

### Provincia ecclesiastica
La provincia ecclesiastica di Galveston-Houston, istituita nel 2004, comprende le seguenti suffraganee:
- diocesi di Austin,
- diocesi di Beaumont,
- diocesi di Brownsville,
- diocesi di Corpus Christi,
- diocesi di Tyler,
- diocesi di Victoria.

## Storia
La prima evangelizzazione del Texas fu operata da missionari provenienti dal Vicereame della Nuova Spagna. Fino all'inizio dell'Ottocento, le missioni texane dipendevano dai vescovi di Linares. In seguito all'indipendenza del Texas dal Messico nel 1836, le missioni rimasero isolate e i pochi fedeli cattolici sprovvisti di sacerdoti. Il 16 gennaio 1838 la Congregazione di Propaganda Fide affidò a Antoine Blanc, vescovo di New Orleans, la cura pastorale dei fedeli texani. Blanc provvide ad inviare in Texas i missionari lazzaristi John Timon e John Lleberia.
L'anno successivo, il 24 ottobre 1839, Propaganda Fide eresse la prefettura apostolica del Texas, ricavandone il territorio dalla diocesi di New Orleans. Padre Timon fu nominato prefetto apostolico.
Il 16 luglio 1841 con il breve Universi dominici gregis di papa Gregorio XVI la prefettura apostolica fu elevata a vicariato apostolico, che il 4 maggio 1847 fu elevato a diocesi e assunse il nome di diocesi di Galveston in forza del breve In apostolicae sedis di papa Pio IX.
Il 19 luglio 1850 entrò a far parte della provincia ecclesiastica di New Orleans.
Il 28 agosto e il 18 settembre 1874 cedette porzioni del suo territorio a vantaggio dell'erezione rispettivamente della diocesi di San Antonio (oggi arcidiocesi) e del vicariato apostolico di Brownsville (oggi diocesi di Corpus Christi).
Il 15 luglio 1890 e il 15 novembre 1947 cedette altre porzioni di territorio a vantaggio dell'erezione rispettivamente delle diocesi di Dallas e di Austin.
Il 3 agosto 1926 entrò a far parte della provincia ecclesiastica di San Antonio.
Il 25 luglio 1959 per effetto del decreto In Galvestoniensis della Sacra Congregazione Concistoriale la chiesa del Sacro Cuore di Houston fu elevata alla dignità di concattedrale e la diocesi assunse il nome di Galveston-Houston.
Il 25 giugno 1966, il 13 aprile 1982 e il 12 dicembre 1986 cedette altre porzioni di territorio a vantaggio dell'erezione rispettivamente delle diocesi di Beaumont, di Victoria in Texas e di Tyler.
Il 25 gennaio 1999 ha ceduto alla diocesi di Tyler anche la contea di Madison.
Il 29 dicembre 2004 è stata elevata al rango di arcidiocesi metropolitana con la bolla Cum pacis et gaudii di papa Giovanni Paolo II.

## Cronotassi dei vescovi
Si omettono i periodi di sede vacante non superiori ai 2 anni o non storicamente accertati.
- John Timon, C.M. † (12 aprile 1840 - 16 luglio 1841)[9] (prefetto senza dignità episcopale)
- Jean Marie (John Mary) Odin, C.M. † (16 luglio 1841 - 15 febbraio 1861 nominato arcivescovo di New Orleans)
- Claude-Marie Dubuis † (21 ottobre 1862 - 4 dicembre 1892 dimesso[10])
  - Aloysius Meyer, C.M. † (5 luglio 1881 - ?) (amministratore apostolico eletto)
- Nicholas Aloysius Gallagher † (16 dicembre 1892[11] - 21 gennaio 1918 deceduto)
- Christopher Edward Byrne † (18 luglio 1918 - 1º aprile 1950 deceduto)
- Wendelin Joseph Nold † (1º aprile 1950 - 22 aprile 1975 ritirato)
- John Louis Morkovsky † (22 aprile 1975 - 21 agosto 1984 ritirato)
- Joseph Anthony Fiorenza † (6 dicembre 1984 - 28 febbraio 2006 ritirato)
- Daniel Nicholas DiNardo (28 febbraio 2006 succeduto - 20 gennaio 2025 ritirato)
- Joe Steve Vásquez, dal 20 gennaio 2025

## Statistiche
L'arcidiocesi nel 2023 su una popolazione di 6.742.700 persone contava 1.825.800 battezzati, corrispondenti al 27,1% del totale.
| anno | popolazione | popolazione | popolazione | presbiteri | presbiteri | presbiteri | presbiteri                | diaconi | religiosi | religiosi | parrocchie |
| anno | battezzati  | totale      | %           | numero     | secolari   | regolari   | battezzati per presbitero | diaconi | uomini    | donne     | parrocchie |
| ---- | ----------- | ----------- | ----------- | ---------- | ---------- | ---------- | ------------------------- | ------- | --------- | --------- | ---------- |
| 1950 | 205.148     | 1.505.602   | 13,6        | 225        | 122        | 103        | 911                       |         | 42        | 850       | 92         |
| 1966 | 386.395     | 2.931.000   | 13,2        | 354        | 166        | 188        | 1.091                     |         | 110       | 1.200     | 104        |
| 1970 | 301.647     | 2.250.000   | 13,4        | 357        | 161        | 196        | 844                       |         | 216       | 760       | 111        |
| 1976 | 362.511     | 2.660.000   | 13,6        | 378        | 156        | 222        | 959                       | 80      | 258       | 500       | 128        |
| 1980 | 437.170     | 2.960.000   | 14,8        | 185        | 185        |            | 2.363                     | 106     | 22        | 649       | 157        |
| 1990 | 646.000     | 3.741.000   | 17,3        | 455        | 207        | 248        | 1.419                     | 183     | 277       | 607       | 160        |
| 1999 | 906.330     | 4.396.876   | 20,6        | 413        | 195        | 218        | 2.194                     | 256     | 18        | 508       | 151        |
| 2000 | 908.190     | 4.442.230   | 20,4        | 437        | 216        | 221        | 2.078                     | 292     | 261       | 518       | 151        |
| 2001 | 951.360     | 4.528.005   | 21,0        | 439        | 219        | 220        | 2.167                     | 297     | 256       | 498       | 151        |
| 2002 | 974.312     | 4.704.532   | 20,7        | 443        | 217        | 226        | 2.199                     | 300     | 257       | 503       | 150        |
| 2003 | 1.006.425   | 4.704.532   | 21,4        | 438        | 215        | 223        | 2.297                     | 250     | 244       | 482       | 150        |
| 2004 | 1.041.123   | 4.972.544   | 20,9        | 437        | 216        | 221        | 2.382                     | 362     | 254       | 499       | 150        |
| 2006 | 1.045.030   | 5.250.984   | 19,9        | 441        | 219        | 222        | 2.369                     | 357     | 254       | 523       | 149        |
| 2009 | 1.128.065   | 5.572.087   | 20,2        | 442        | 224        | 218        | 2.552                     | 390     | 242       | 471       | 149        |
| 2012 | 1.170.403   | 6.099.524   | 19,2        | 441        | 227        | 214        | 2.653                     | 402     | 238       | 449       | 146        |
| 2013 | 1.181.398   | 6.249.904   | 18,9        | 436        | 227        | 209        | 2.709                     | 386     | 234       | 449       | 145        |
| 2016 | 1.723.062   | 6.518.674   | 26,4        | 428        | 217        | 211        | 4.025                     | 438     | 233       | 412       | 147        |
| 2019 | 1.804.100   | 6.661.600   | 27,1        | 418        | 223        | 195        | 4.316                     | 377     | 221       | 395       | 146        |
| 2021 | 1.822.540   | 6.729.700   | 27,1        | 435        | 225        | 210        | 4.189                     | 521     | 234       | 366       | 146        |
| 2023 | 1.825.800   | 6.742.700   | 27,1        | 448        | 229        | 219        | 4.075                     | 399     | 231       | 380       | 146        |